# Asier Ormazabal
Asier Ormazabal Larizgoitia, (Bilbao, España, 21 de octubre de 1982) es un exfutbolista español que jugaba como lateral derecho.

## Trayectoria deportiva
Se formó en la cantera del Athletic Club desde el año 2000 al llegar a su equipo juvenil. Después pasó por su segundo filial (CD Basconia) y primer filial (Bilbao Athletic). El 2 de julio de 2005, tras tres temporadas en el filial, debutó como titular en un partido de Intertoto con el Athletic Club ante el CFR Ecomax Cluj.
Continuó jugando una parte de la temporada al filial para, después, pasar al Pontevedra en enero de 2006. En verano de 2007 el jugador acabó fichando por el Fútbol Club Cartagena. En verano de 2008 regresó al Pontevedra CF, tras haber jugado 30 encuentros con el cuadro murciano.
En la temporada 2009 firmó por el Puertollano, donde permaneció dos temporadas siendo un habitual titular y logró su segunda Copa Federación.
En julio de 2011 firmó con la UD Logroñés. Después de tres campañas y 85 encuentros, se enroló en la SD Leioa por una temporada. Se retiró en las filas del Santutxu de Tercera División, donde jugó entre 2015 y 2018.

## Clubes
| Club                    | País   | Temporada   |
| ----------------------- | ------ | ----------- |
| Club Deportivo Basconia | España | 2001 - 2002 |
| Bilbao Athletic         | España | 2002 - 2006 |
| Pontevedra CF           | España | 2006 - 2007 |
| FC Cartagena            | España | 2007 - 2009 |
| Pontevedra CF           | España | 2008 - 2009 |
| CD Puertollano          | España | 2009 - 2011 |
| UD Logroñés             | España | 2011 - 2014 |
| SD Leioa                | España | 2014 - 2015 |
| Santutxu Fútbol Club    | España | 2015 - 2018 |

## Palmarés
- Copa Federación (2007, 2011).